# Greta Fernández i Berbel
Greta Fernández i Berbel   (Barcelona, 4 de febrer de 1995) és una actriu de cinema i televisió catalana.

## Biografia
Greta és filla del també actor Eduard Fernández i de l'escriptora Esmeralda Berbel. Es va estrenar en el món del cinema amb la pel·lícula Ficció de Cesc Gay, protagonitzada pel seu pare.
La seva actuació com a actriu secundària a la pel·lícula La propera pell la faria guanyar la nominació al Gaudí a la millor actriu secundària l'any 2017. Va passar a la fama amb el seu paper protagonista a La filla d'un lladre, dirigida per Belén Funes i coprotagonitzada pel seu pare. Guanyaria la conquilla de Plata a la millor actriu al Festival Internacional de Cinema de Sant Sebastià de 2019 i seria nominada, entre d'altres al Premi Gaudí i al Premi Goya.

## Filmografia

### Cinema
- 2006: Ficció, dirigida per Cesc Gay.
- 2009: Tres dies amb la família, dirigida per Mar Coll.
- 2013: El fin del mundo será en Brasil (curtmetratge) dirigit per Sergi Portabella.
- 2014: Alex (curtmetratge) dirigit per Laura García.
- 2015: Embers, dirigida per Claire Carré.
- 2016: La propera pell, dirigida per Isaki Lacuesta.
- 2017: No sé decir adiós, dirigida per Lino Escalera.
- 2017: Amar, dirigida per Esteban Crespo.
- 2018: La malaltia del diumenge, dirigida per Ramón Salazar.
- 2019: Assemblea, dirigida per Álex Montoya.
- 2019: Elisa y Marcela, dirigida per Isabel Coixet.
- 2019: La filla d'un lladre, dirigida per Belén Funes.
- 2022: El fred que crema, dirigida per Santi Trullenque.
- 2022: Unicorns, dirigida per Àlex Lora.
- 2023: Teresa, dirigida per Paula Ortiz.
- 2023: Cuckoo, dirigida per Tilman Singer.

### Televisió
| Any       | Títol              | Personatge        | Cadena              | Episodis                        |
| --------- | ------------------ | ----------------- | ------------------- | ------------------------------- |
| 2011-2015 | La Riera           | Bet               | TV3                 | 14 episodis                     |
| 2012      | Olor de colònia    | Cèlia (gran)      | TV3                 | 2 episodis (mini serie sencera) |
| 2017      | Sé quién eres      | Vero              | Telecinco           | 3 episodis                      |
| 2018      | Matar al padre     | Valeria           | Movistar+           | 3 episodis                      |
| 2019      | Cuéntame cómo pasó | Laia / Lola       | Televisió Espanyola | 4 episodis                      |
| 2019      | Foodie Love        | Greta             | HBO Espanya         | 2 episodis                      |
| 2021      | 30 monedas         | Cristina Miralles | HBO Espanya         | 3 episodis                      |
| 2022      | Santo              | Susi              | Netflix Espanya     | 8 episodis                      |

## Premis i nominacions
| Pel·lícula                  | Premi                                                  | Categoria                             | Resultat   |
| --------------------------- | ------------------------------------------------------ | ------------------------------------- | ---------- |
| La propera pell             | Premis Gaudí de 2017                                   | Millor actriu secundària              | Nominada   |
| La hija de un ladrón (2019) | Festival Internacional de Cinema de Sant Sebastià 2019 | Conquilla de Plata a la millor actriu | Guanyadora |
| La hija de un ladrón (2019) | Festival CiBRA                                         | Millor interpretació femenina         | Guanyadora |
| La hija de un ladrón (2019) | Premis Gaudí de 2020                                   | Millor actriu                         | Nominada   |
| La hija de un ladrón (2019) | Premis Feroz                                           | Millor actriu protagonista            | Nominada   |
| La hija de un ladrón (2019) | Premis Goya                                            | Millor actriu                         | Nominada   |
| La hija de un ladrón (2019) | Premis Cinematogràfics José María Forqué               | Millor actriu                         | Nominada   |